# Euchroa
Euchroa is een geslacht van kevers uit de familie van de loopkevers (Carabidae). De wetenschappelijke naam van het geslacht is voor het eerst geldig gepubliceerd in 1834 door Brulle.

## Soorten
Het geslacht Euchroa omvat de volgende soorten:
- Euchroa atoyac Frania & Ball, 2007
- Euchroa carbonera Frania & Ball, 2007
- Euchroa centralis (Darlington, 1939)
- Euchroa chrysophana Bates, 1891
- Euchroa citlaltepetl Frania & Ball, 2007
- Euchroa cuiyachapa Frania & Ball, 2007
- Euchroa cupripennis Chaudoir, 1874
- Euchroa dimidiata Chaudoir, 1874
- Euchroa dives Tschitscherine, 1898
- Euchroa filodecaballo Frania & Ball, 2007
- Euchroa flohri Bates, 1882
- Euchroa harrisoni Frania & Ball, 2007
- Euchroa huautla Frania & Ball, 2007
- Euchroa independencia Frania & Ball, 2007
- Euchroa ixtapa Frania & Ball, 2007
- Euchroa jalisco Frania & Ball, 2007
- Euchroa juchatengo Frania & Ball, 2007
- Euchroa lasvigas Frania & Ball, 2007
- Euchroa miahuatlan Frania & Ball, 2007
- Euchroa nitidicollis Brulle, 1834
- Euchroa nitidipennis Putzeys, 1846
- Euchroa nizavaguiti Frania & Ball, 2007
- Euchroa onkonegare Shpeley & Araujo, 1997
- Euchroa opaca (Chaudoir, 1835)
- Euchroa pedernales Frania & Ball, 2007
- Euchroa perezi (Darlington, 1939)
- Euchroa perote Frania & Ball, 2007
- Euchroa puertogallo Frania & Ball, 2007
- Euchroa sallei Chaudoir, 1874
- Euchroa santacatarina Frania & Ball, 2007
- Euchroa soladevega Frania & Ball, 2007
- Euchroa suchixtepec Frania & Ball, 2007
- Euchroa tenancingo Frania & Ball, 2007
- Euchroa teotitlan Frania & Ball, 2007
- Euchroa tiburonicus (Darlington, 1935)
- Euchroa yucuyacua Frania & Ball, 2007
- Euchroa zempoaltepetl Frania & Ball, 2007
- Euchroa zongolica Frania & Ball, 2007